# Enkaumij
Enkaumij est un îlot de l'atoll d'Ebon, dans les Îles Marshall. Il est situé au sud-ouest de l'atoll et compte quelques maisons.